# Elena Lunda
Elena Lunda, née à Palerme le 21 février 1901 et morte à Rome le 9 décembre 1941, est une actrice italienne. Elle est apparue dans plus de 35 films entre 1919 et 1928.

## Biographie
En 1919, Elena Lunda fait ses débuts à l'âge de dix-huit ans à la compagnie de cinéma Do.Re.Mi. de Lucio D'Ambra. Elle rejoint ensuite la maison Cines et joue dans de petites productions cinématographiques au début des années 1920 des rôles principaux.
Avec la crise du cinéma italien après la Première Guerre mondiale, elle travaille pendant un certain temps en Allemagne, avant de rentrer en Italie en 1927, avec le film Il gigante delle Dolomiti.
Elle fait sa dernière apparition dans le film La compagnia dei matti en 1928, se retirant des scènes après la mort de son mari, l'acteur Alfredo Bertone, avec lequel elle a joué dans certains films, et a eu deux filles.

## Filmographie partielle
- 1919 : Il nodo de Gaston Ravel
- 1919 : Il romanzo di una vespa de Mario Caserini
- 1920 : Le sphinx (La sfinge) de Roberto Roberti
- 1920 : La casa in rovina d'Amleto Palermi
- 1920 : Cosmopolis de Gaston Ravel
- 1920 : Il trust degli smeraldi de Francesco Rocco di Santamaria
- 1920 : Musica profana de Mario Caserini
- 1920 : Finalmente mio!... de Gian Orlando Vassallo
- 1920 : Una donna, una mummia, un diplomatico de Camillo De Riso
- 1921 : Un bacio dato... de Gian Orlando Vassallo
- 1921 : Don Carlos de Giulio Antamoro
- 1922 : La seconda moglie d'Amleto Palermi
- 1922 : Fatale bellezza de Gaston Ravel
- 1923 : Sant'Ilario de Henry Kolker
- 1923 : Brinneso! de Ubaldo Maria Del Colle
- 1924 : Il riscatto de Guglielmo Zorzi
- 1925 : Frauen, die man oft nicht grüßt de Friedrich Zelnik
- 1927 : Il gigante delle Dolomiti de Guido Brignone
- 1927 : I martiri d'Italia de Domenico Gaido
- 1928 : Gli ultimi zar de Baldassarre Negroni
- 1928 : Rien que des fous (La compagnia dei matti) de Mario Almirante